# Splot krzyżowy

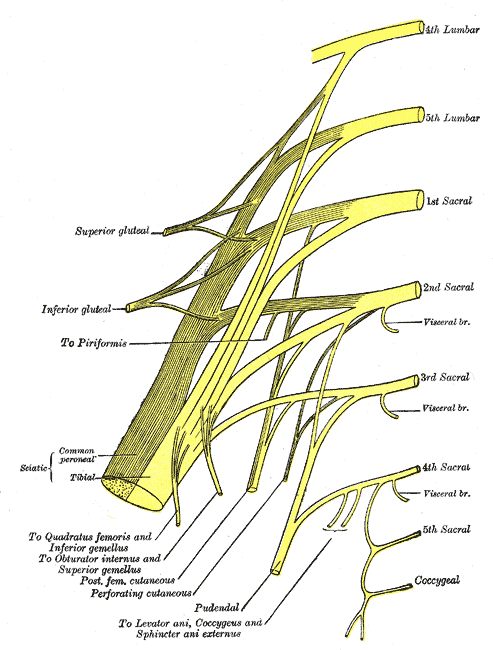

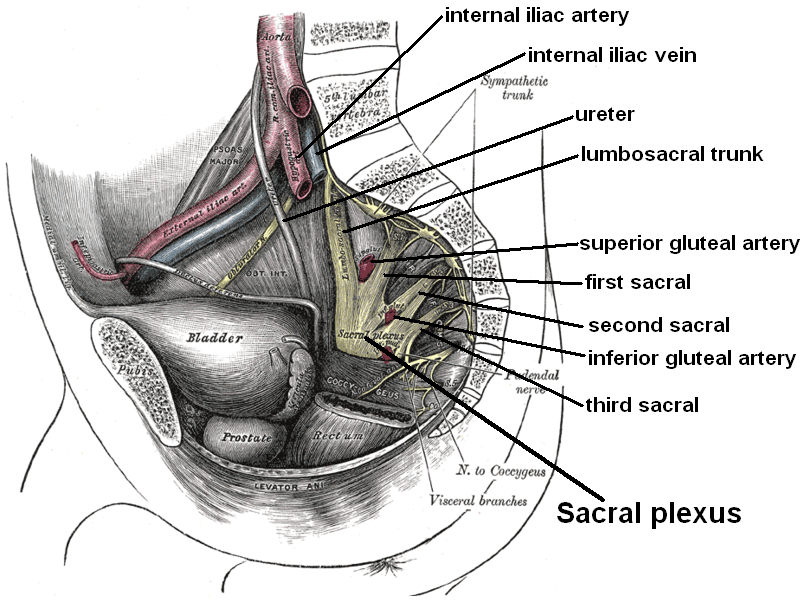

Splot krzyżowy (łac. plexus sacralis) – w anatomii człowieka największy splot nerwowy, powstały z wymieszanych (przegrupowanych) gałęzi przednich (brzusznych) nerwów rdzeniowych od L5 do Co1 i częściowo L4 (poprzez nerw widełkowy). Ma kształt trójkąta, którego podstawa skierowana jest do powierzchni miednicznej kości krzyżowej, a wierzchołek do nerwu kulszowego, w stronę dolnej części otworu kulszowego. Swą powierzchnią tylną przylega do przedniej powierzchni mięśnia gruszkowatego (musculus piriformis), przednią powierzchnią zwrócony jest do jamy miednicy i przykryty tylną częścią powięzi miednicy, przylega do naczyń biodrowych wewnętrznych.
Splot podzielony jest na trzy odcinki – kulszowy, sromowy i guziczny. Od splotu wychodzą gałęzie krótkie i długie. Krótkie zaopatrują mięsień gruszkowaty, zasłaniacz wewnętrzny, oba bliźniacze i czworoboczny uda. Do gałęzi krótkich należą także gałęzie stawowe i gałęzie okostnowe.
Gałęzie krótkie zaopatrują mięsień gruszkowaty, mięsień zasłaniacz wewnętrzny, mięśnie bliźniacze, oraz mięsień czworoboczny uda, a także staw biodrowy, okostną guza kulszowego i obu krętarzy kości udowej.
Do gałęzi długich należą nerw pośladkowy górny, nerw pośladkowy dolny, nerw skórny tylny uda, nerw kulszowy, nerw sromowy i nerw guziczny.
Gałęzie długie (oprócz nerwu guzicznego) przechodzą przez otwór kulszowy większy: przez otwór nadgruszkowy przechodzi nerw pośladkowy górny, przez otwór podgruszkowy pozostałe gałęzie.